# Oporelu
Oporelu è un comune della Romania di 1 354 abitanti, ubicato nel distretto di Olt, nella regione storica della Muntenia. 
Il comune è formato dall'unione di 4 villaggi: Beria de Jos, Beria de Sus, Oporelu, Rădești.